# Traité de Kalisz (1813)
Pour le traité de 1343, voir Traité de Kalisz (1343).

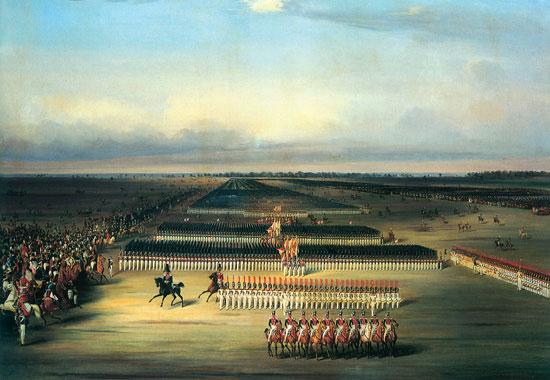
Parade militaire russo-prussienne à Kalisz, 1835

Le traité de Kalisz est un accord signé à Kalisz le 28 février 1813 entre la Russie et la Prusse contre Napoléon Ier.

## Contexte

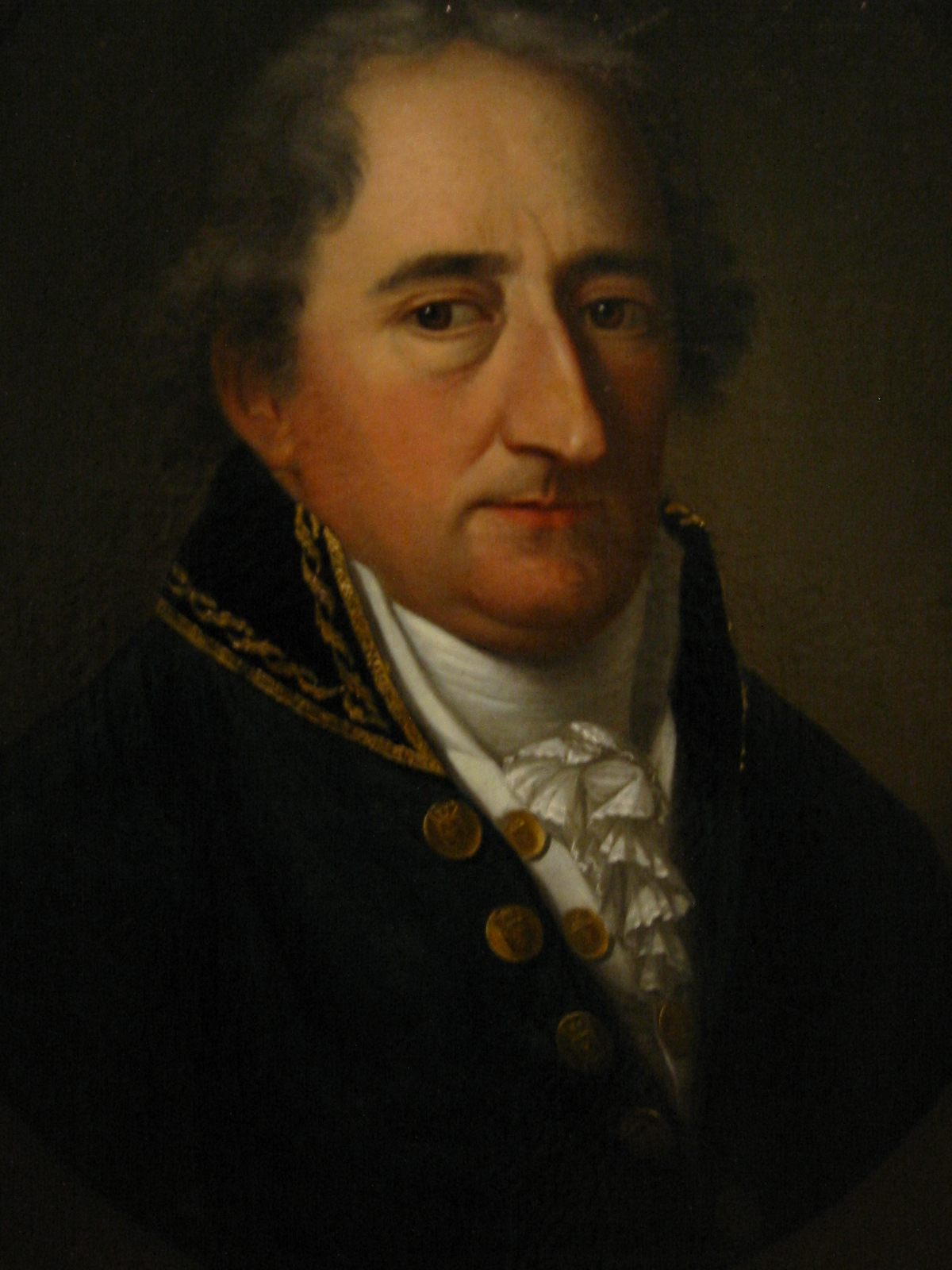
Heinrich Friedrich Karl vom Stein

Pendant la campagne de Russie de 1812, la Prusse, alliée contrainte de Napoléon, doit lui fournir un corps de 20 000 hommes pour une diversion vers les Pays Baltes, mais la retraite désastreuse de la Grande Armée après la prise de Moscou rend cette opération inutile sinon risquée car les Russes, ayant chassé la Grande Armée de Biélorussie, arrivent sur ses arrières. Bien que le roi Frédéric-Guillaume III de Prusse reste en apparence fidèle à l'alliance de Napoléon, la Prusse n'attend qu'une occasion pour prendre sa revanche de sa défaite de 1807 et des traités de Tilsit. Le 29 décembre 1812, à Berlin, les députés des états de Prusse demandent au roi de signer la paix avec la Russie. Le 30 décembre 1812, le général prussien Ludwig Yorck, chef du corps d'occupation prussien en Courlande, signe de sa propre initiative la convention de Tauroggen avec le général russe Diebitsch. Cet accord prévoit la neutralisation du pays compris entre Tilsit, Memel et la mer Baltique et la liberté pour le corps prussien de regagner la Prusse-Orientale. Le roi désavoue Yorck et tente de le destituer, mais les Russes empêchent le passage de ses courriers. Le 4 janvier, l'armée russe occupe Königsberg, capitale de la Prusse-Orientale. Le 8 janvier, Yorck arrive à son tour dans la ville et prend le titre de commandant en chef des territoires prussiens libérés. Le 22 janvier, le baron Heinrich Friedrich Karl vom Stein, agent du tsar et chef de file des exilés anti-napoléoniens du Comité pour les affaires allemandes, arrive à Königsberg pour préparer une négociation plus générale avec la Prusse.

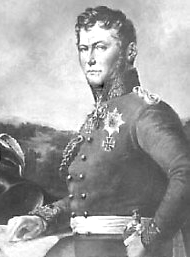
Karl Friedrich von dem Knesebeck

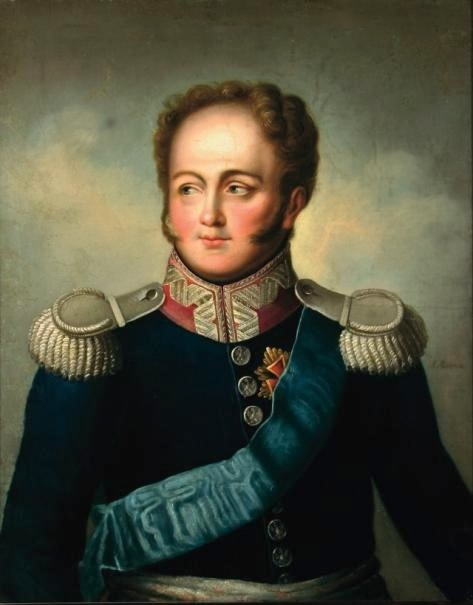
Alexandre Ier de Russie

## Contenu
Tandis que Napoléon est en France pour préparer la levée d'une nouvelle armée et la ramener en Allemagne centrale, le tsar Alexandre Ier avance avec ses troupes dans le duché de Varsovie et se présente à l'opinion comme le libérateur de l'Allemagne. Frédéric-Guillaume comprend que le moment est venu de changer de camp. Le 25 février, il rencontre secrètement le baron vom Stein à Breslau et envoie son confident, le général Karl Friedrich von dem Knesebeck, négocier avec le tsar qu'il rencontre les 27 et 28 février à Kalisz (entre Breslau et Łódź). Les deux puissances concluent un pacte d'alliance et s'engagent à ne pas conclure de paix séparée tant que l'Allemagne et l'Europe ne seraient pas libérées de la domination de Napoléon. La Prusse renonce, au profit de la Russie, aux territoires acquis lors des partages de la Pologne hormis la Pomérélie et la Posnanie. En échange, le tsar autorise la Prusse à se saisir des territoires qui seraient repris aux Français dans le nord-ouest de l'Allemagne à l'exception du royaume de Hanovre, qui serait restitué au Royaume-Uni. La Russie fournira à l'alliance une armée de 150 000 hommes et la Prusse de 80 000. Ce retournement d'alliances marque une étape décisive dans l'écroulement de la domination française en Allemagne.

## Sources et bibliographie
- Roger Dufraisse in Jean Tulard (dir.), L'Europe de Napoléon, Horvath, 1989